# John Myhill
John R. Myhill, Sr. (11 de agosto de 1923 – 15 de fevereiro de 1987) foi um matemático britânico.

## Educação
Myhill recebeu seu doutoramento da Universidade Harvard sob orientação de Willard van Orman Quine, em 1949. Ele foi professor na SUNY Buffalo de 1966 até sua morte em 1987. Ele também ensinou em várias outras universidades.
Seu filho, também chamado John Myhill, é professor de linguística no departamento de inglês da Universidade de Haifa, em Israel.

## Resultados de sua pesquisa
Na teoria das linguagens formais, o teorema Myhill–Nerode, provado por Myhill com Anil Nerode, caracteriza as linguagens regulares como as linguagens que têm apenas um número finito de prefixos não-equivalentes.
Em teoria da computabilidade, o teorema de Rice–Myhill–Shapiro, mais comumente conhecido como teorema de Rice afirma que, para qualquer propriedade não trivial P de funções parciais, é indecidível determinar se uma máquina de Turing computa uma função com a propriedade P. O teorema de isomorfismo de Myhill é um análogo da teoria da computabilidade ao teorema de Cantor–Bernstein–Schroeder que caracteriza os isomorfismo recursivos de pares de conjuntos.
Na teoria dos autômatos celulares, Myhill é conhecido por provar (junto com E. F. Moore) o teorema das Imagens Jardim do Éden, afirmando que um autômato celular tem uma configuração com nenhum predecessor, se e somente se, tem duas configurações assintóticas diferentes que evoluem para a mesma configuração. Ele também é conhecido por propor o problema da sincronização do pelotão de fuzilamento de projetar um autômato que, a partir de uma única célula não quiescente, evolui para uma configuração na qual todas as células alcançam o mesmo estado não quiescente ao mesmo tempo; este problema foi novamente resolvido por Moore.
Na teoria construtiva de conjuntos, Myhill é conhecido por propor um sistema axiomático que evita o axioma da escolha e o lei do terceiro excluido, conhecido como Intuitionistic Zermelo–Fraenkel. Ele também desenvolveu uma teoria construtiva de conjuntos, com base em números naturais, funções e conjuntos, em vez de (como em muitas outras teorias fundamentais) baseando-se puramente em conjuntos.
O paradoxo de Russell–Myhill ou antinomia de Russell–Myhill, descoberto por Bertrand Russell em 1902 e redescoberto por Myhill em 1958, diz respeito a  sistemas da lógica em que proposições lógicas podem ser membros de classes, e também podem ser sobre classes; por exemplo, uma proposição P pode "enunciar o produto" de uma classe C, o que significa que a proposição P afirma que todas as proposições contidas na classe C são verdadeiras. Em tal sistema, a classe de proposições que enuncia o produto de classes que não os incluem é paradoxal. Pois, se a proposição P indica o produto dessa classe, uma inconsistência surge independentemente de P pertencer ou não à classe que ele descreve.
Na teoria da música, a propriedade de Myhill é uma propriedade matemática  de escalas musicais descrita por John Clough e Gerald Myerson e assim denominado por eles em referência a Myhill.